# Aguarico (kanton)
Aguarico – kanton w Ekwadorze, w prowincji Orellana. Stolicą kantonu jest Nuevo Rocafuerte.